# James Stuart (8e comte de Moray)
Pour les articles homonymes, voir James Stuart.
James Stuart, 8e comte de Moray (1708 - 5 juillet 1767) est un noble écossais.

## Biographie
James Stuart est né en 1708, fils de Francis Stuart, 7e comte de Moray.
En 1741, il est élu comme l'un des 16 pairs représentant écossais qui siègent à la Chambre des lords britannique après 1707, poste qu'il conserve jusqu'à sa mort.
En 1734, James épouse Grace Lockhart (1706-1738), petite-fille du 9e comte d'Eglington et veuve du 3e comte d'Aboyne. Avant sa mort en 1738, ils ont deux enfants, Francis (1737-1810), qui lui succède comme comte de Moray, et Euphemia (1738-1771). Il se remarie en 1740, cette fois avec Margaret Wemyss, fille aînée du comte de Wemyss. Ils ont deux fils, le lieutenant-colonel James Stuart (1741-1809),  et le lieutenant David Stuart (1745-1784) .

## Sources
- John (ed) Debrett, Debrett's Peerage of England, Scotland, and Ireland: Vol II, J Moyes, London, 1825